# Luigi Maria Alfonso di Borbone Due Sicilie
Luigi di Borbone-Due Sicilie, nome completo Luigi Maria Ferdinando Pietro di Alcantara Francesco d’Assisi Gennaro Francesco di Paola Alfonso Luigi di Gonzaga Camillo de Hellis Alexis Raimondo Torillo Sebastiano Filomena (Napoli, 18 luglio 1845 – Nizza, 27 novembre 1909), fu un membro della casa di Borbone-Due Sicilie, principe del Regno delle Due Sicilie, principe del Brasile e secondo conte d'Aquila.

## Biografia
Nato a Napoli, dal principe Luigi di Borbone-Due Sicilie conte dell'Aquila e da Gennara di Braganza, subì, con la famiglia, gli sconvolgimenti del Regno delle Due Sicilie causati dalla conquista sabauda (1860-61).
Sposò a New York il 22 marzo del 1869 Amalia Hamel Penot (L'Avana, 19 giugno 1847 - Parigi, 1 marzo 1914), ma il suo matrimonio venne dichiarato morganatico da Francesco II, capo della real casa e dinastia delle Due Sicilie, che tuttavia, il 31 gennaio 1872, le concesse il titolo comitale di Roccaguglielma. Dal loro figlio Luigi originò il ramo dei conti di Roccaguglielma, estinto nel 1967, il cui stemma era: un campo di cielo al castello di tre torri fondato sulla pianura erbosa sostenente un gallo ardito rivoltato, il tutto al naturale, e sormontato a destra da tre gigli, a sinistra da una stella il tutto di oro (i tre gigli d'oro e lo sfondo azzurro sono interpretati come richiamo ai Borbone).

## Discendenza
Dalla moglie ebbe
- Januaria (1870-1941), che sposò William Loys Freeman (1845-1907)
- Luigi (1873-1940), secondo conte di Roccaguglielma.

## Ascendenza
|                                               |                                |                                           | Genitori                                  |  |  | Nonni |  |  | Bisnonni                          |  |  | Trisnonni               |  |
|                                               |                                |                                           |                                           |  |  |       |  |  | 8. Ferdinando I delle Due Sicilie |  |  | 16. Carlo III di Spagna |  |
|                                               |                                |                                           |                                           |  |  |       |  |  | 8. Ferdinando I delle Due Sicilie |  |  | 16. Carlo III di Spagna |  |
|                                               |                                | 17. Maria Amalia di Sassonia              |                                           |  |  |       |  |  | 8. Ferdinando I delle Due Sicilie |  |  |                         |  |
| 4. Francesco I delle Due Sicilie              |                                |                                           |                                           |  |  |       |  |  | 8. Ferdinando I delle Due Sicilie |  |  |                         |  |
|                                               |                                | 9. Maria Carolina d'Asburgo-Lorena        | 18. Francesco I di Lorena                 |  |  |       |  |  |                                   |  |  |                         |  |
|                                               |                                | 9. Maria Carolina d'Asburgo-Lorena        | 18. Francesco I di Lorena                 |  |  |       |  |  |                                   |  |  |                         |  |
|                                               |                                | 9. Maria Carolina d'Asburgo-Lorena        | 19. Maria Teresa d'Austria                |  |  |       |  |  |                                   |  |  |                         |  |
| 2. Luigi di Borbone-Due Sicilie               |                                | 9. Maria Carolina d'Asburgo-Lorena        |                                           |  |  |       |  |  |                                   |  |  |                         |  |
|                                               |                                | 10. Carlo IV di Spagna                    | 20. Carlo III di Spagna (= 16)            |  |  |       |  |  |                                   |  |  |                         |  |
|                                               |                                | 10. Carlo IV di Spagna                    | 20. Carlo III di Spagna (= 16)            |  |  |       |  |  |                                   |  |  |                         |  |
|                                               |                                | 10. Carlo IV di Spagna                    | 21. Maria Amalia di Sassonia (= 17)       |  |  |       |  |  |                                   |  |  |                         |  |
| 5. Maria Isabella di Borbone-Spagna           |                                | 10. Carlo IV di Spagna                    |                                           |  |  |       |  |  |                                   |  |  |                         |  |
|                                               |                                | 11. Maria Luisa di Borbone-Parma          | 22. Filippo I di Parma                    |  |  |       |  |  |                                   |  |  |                         |  |
|                                               |                                | 11. Maria Luisa di Borbone-Parma          | 22. Filippo I di Parma                    |  |  |       |  |  |                                   |  |  |                         |  |
|                                               |                                | 11. Maria Luisa di Borbone-Parma          | 23. Luisa Elisabetta di Borbone-Francia   |  |  |       |  |  |                                   |  |  |                         |  |
| 1. Luigi Maria Alfonso di Borbone Due Sicilie |                                | 11. Maria Luisa di Borbone-Parma          |                                           |  |  |       |  |  |                                   |  |  |                         |  |
|                                               | 12. Giovanni VI del Portogallo | 24. Pietro III del Portogallo             |                                           |  |  |       |  |  |                                   |  |  |                         |  |
|                                               | 12. Giovanni VI del Portogallo | 24. Pietro III del Portogallo             |                                           |  |  |       |  |  |                                   |  |  |                         |  |
|                                               | 12. Giovanni VI del Portogallo | 25. Maria I del Portogallo                |                                           |  |  |       |  |  |                                   |  |  |                         |  |
| 6. Pietro I del Brasile                       | 12. Giovanni VI del Portogallo |                                           |                                           |  |  |       |  |  |                                   |  |  |                         |  |
|                                               |                                | 13. Carlotta Gioacchina di Borbone-Spagna | 26. Carlo IV di Spagna (= 10)             |  |  |       |  |  |                                   |  |  |                         |  |
|                                               |                                | 13. Carlotta Gioacchina di Borbone-Spagna | 26. Carlo IV di Spagna (= 10)             |  |  |       |  |  |                                   |  |  |                         |  |
|                                               |                                | 13. Carlotta Gioacchina di Borbone-Spagna | 27. Maria Luisa di Borbone-Parma ( = 11)  |  |  |       |  |  |                                   |  |  |                         |  |
| 3. Gennara di Braganza                        |                                | 13. Carlotta Gioacchina di Borbone-Spagna |                                           |  |  |       |  |  |                                   |  |  |                         |  |
|                                               |                                | 14. Francesco II d'Asburgo-Lorena         | 28. Leopoldo II d'Asburgo-Lorena          |  |  |       |  |  |                                   |  |  |                         |  |
|                                               |                                | 14. Francesco II d'Asburgo-Lorena         | 28. Leopoldo II d'Asburgo-Lorena          |  |  |       |  |  |                                   |  |  |                         |  |
|                                               |                                | 14. Francesco II d'Asburgo-Lorena         | 29. Maria Luisa di Borbone-Spagna         |  |  |       |  |  |                                   |  |  |                         |  |
| 7. Maria Leopoldina d'Asburgo-Lorena          |                                | 14. Francesco II d'Asburgo-Lorena         |                                           |  |  |       |  |  |                                   |  |  |                         |  |
|                                               |                                | 15. Maria Teresa di Borbone-Due Sicilie   | 30. Ferdinando I delle Due Sicilie (= 8)  |  |  |       |  |  |                                   |  |  |                         |  |
|                                               |                                | 15. Maria Teresa di Borbone-Due Sicilie   | 30. Ferdinando I delle Due Sicilie (= 8)  |  |  |       |  |  |                                   |  |  |                         |  |
|                                               |                                | 15. Maria Teresa di Borbone-Due Sicilie   | 31. Maria Carolina d'Asburgo-Lorena (= 9) |  |  |       |  |  |                                   |  |  |                         |  |
|                                               |                                | 15. Maria Teresa di Borbone-Due Sicilie   |                                           |  |  |       |  |  |                                   |  |  |                         |  |